# مکسین آدلی
مَـکسین آدلی (انگلیسی: Maxine Audley؛ ‏ ۲۹ آوریل ۱۹۲۳ – ۲۳ ژوئیهٔ ۱۹۹۲) بازیگر اهل بریتانیا بود.
از فیلم‌ها یا برنامه‌های تلویزیونی که وی در آن نقش داشته‌است، می‌توان به چشم‌چران، آنا کارنینا، خانه پوشالی، یک سلطان در نیویورک، وایکینگ‌ها، شاهزاده و مانکن، رنج و سرمستی، مأمور ما در هاوانا، دانکرک، به دنبال جنگ شیشه‌ای و مغز اشاره کرد.